# Livia von Plettenberg
Livia von Plettenberg, née le 14 juin 1988, est une pratiquante de MMA autrichienne évoluant au sein de l'organisation Invicta Fighting Championships dans la catégorie des poids pailles.

## Biographie
Livia von Plettenberg vie en Autriche où elle aime passer du temps avec sa famille ses amis et ses parents, mais lorsqu'elle prépare ses combats, elle se rend au sein de son équipe la Team Quest à Portland, dans l'Oregon. 

## Carrière en kickboxing
Livia von Plettenberg a remporté le titre Européen du K-1 en 2011 en catégorie des moins de 117 lb (53 kg). Elle a un palmarès en kickboxing de douze victoires pour six défaites.

## Carrière en MMA

### Invicta Fighting Championships
Pour ses débuts au sein de l'Invicta FC, Livia von Plettenberg rencontre l’Écossaise Joanne Calderwood grande spécialiste du muay thaï. Le 5 janvier 2013 dans l'aire de combat installée au Mémorial Hall de Kansas City, l'Autrichienne s'incline par décision unanime.

### Palmarès en MMA
| 3 combats      | 2 victoires | 1 défaites |
| Par KO         | 1           | 0          |
| Par soumission | 0           | 0          |
| Sur décision   | 1           | 1          |

| Résultat | Record | Adversaire        | Méthode              | Événement                                 | Date            | Round | Temps | Lieu                              | Notes |
| -------- | ------ | ----------------- | -------------------- | ----------------------------------------- | --------------- | ----- | ----- | --------------------------------- | ----- |
| Victoire | 2-1    | Kathina Catron    | Décision unanime     | Invicta FC 6: Coenen vs. Cyborg           | 13 juillet 2013 | 3     | 5:00  | Kansas City, Missouri, États-Unis |       |
| Défaite  | 1-1    | Joanne Calderwood | Décision unanime     | Invicta FC 4: Esparza vs. Hyatt           | 5 janvier 2013  | 3     | 5:00  | Kansas City, Missouri, États-Unis |       |
| Victoire | 1-0    | Fabienne Winzeler | TKO (coups de poing) | World Free Fight Challenge: Challengers 3 | 16 août 2008    | 1     | 5:00  | Vienne, Autriche                  |       |